# Heinrich Brucaeus
Heinrich Brucaeus, auch Heinrich van den Brock, mitunter fälschlich Heinrich Brucaeus von Aalst (* 1530 in Aalst, Flandern; † 4. Januar 1593 in Rostock) war ein deutscher Mediziner, Astronom und Mathematiker.

## Leben
Heinrich Brucaeus wurde 1530 in Flandern als Sohn des Ratsherrn Gerhard van den Brock geboren. An Schulen und Universitäten in Gent, Paris und Bologna wurde er vorgebildet, studierte Medizin sowie Philosophie und wurde an der Universität Paris zum Doktor dieser beiden Disziplinen promoviert. Danach wirkte er als Dozent an der Universität Löwen.
Als Mathematikprofessor wirkte er an der Universität Rom. 1565 war er als Leibarzt der Maria von Braganza angestellt, 1567 wechselte er als Professor der Medizin und der Astronomie an die Universität Rostock. Dies geschah, obwohl er katholisch war. In den Jahren 1569, 1575, 1581 sowie 1587 fungierte er als Rektor der Universität. Außerdem war er ab 1571 Leibarzt des Herzogs von Mecklenburg.
Die Professur hatte Brucaeus bis zu seinem Tode am 4. Januar 1593 inne. Kurz zuvor bekannte er sich zum Luthertum.
Karl Krause nennt Brucaeus einen „geschickte[n], sehr gesuchte[n] Arzt“ und einen „enorm gelehrten Mathematiker“. Brucaeus kannte das Werk von Nikolaus Kopernikus, dem er als Mathematiker große Hochachtung entgegenbrachte. Vermutlich lernte Tycho Brahe das heliozentrische Weltbild bei seinem Studienaufenthalt an der Universität Rostock durch Brucaeus kennen. Dennoch lehnte Brucaeus dieses System entsprechend der übereinstimmenden Meinung seiner Zeit ab.

## Werke (Auswahl)

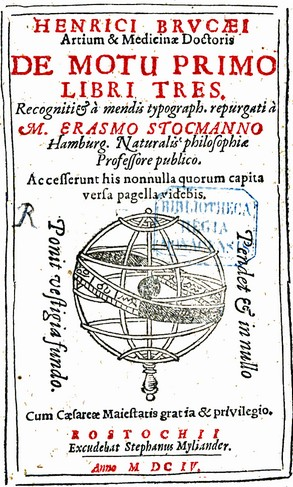
De motu primo libri tres

- De motu primo libri tres. Lucius, Rostock 1573.
- Mathematicarum exercitationum libri duo.  Lucius, Rostock 1575.
- Propositiones de scorbuto.  Lucius, Rostock 1576.
- De motu primo libri tres. 2. Auflage, Lucius, Rostock 1578.
- Musica theorica. 1609. (von Joachim Burmeister veröffentlicht)
- De motu primo libri tres. 3. Auflage, Myliander, Rostock 1585.
- De motu primo libri tres. 4. Auflage, Myliander, Rostock 1604. (von Erasmus Stockmann veröffentlicht)